# Kaplica Pokoju w Karłowicach
Kaplica Pokoju w Karłowicach – budynek sakralny wzniesiony w miejscu podpisania pokoju karłowickiego z 1699 roku. Obecnie stanowi on znaczący zabytek kultury materialnej Serbii.

## Historia
Po zawarciu w Karłowicach pokoju kończącego wojnę Turcji ze Świętą Ligą, franciszkanie wybudowali drewnianą kaplicę w miejscu podpisania traktatu. Budowla ta została zniszczona przez wojska osmańskie w trakcie kolejnego starcia austriacko-tureckiego, po czym odbudowaną ją w roku 1716. Obecna kaplica powstała w 1817 roku i wykorzystywana jest do dziś przez kościół katolicki. 

## Galeria

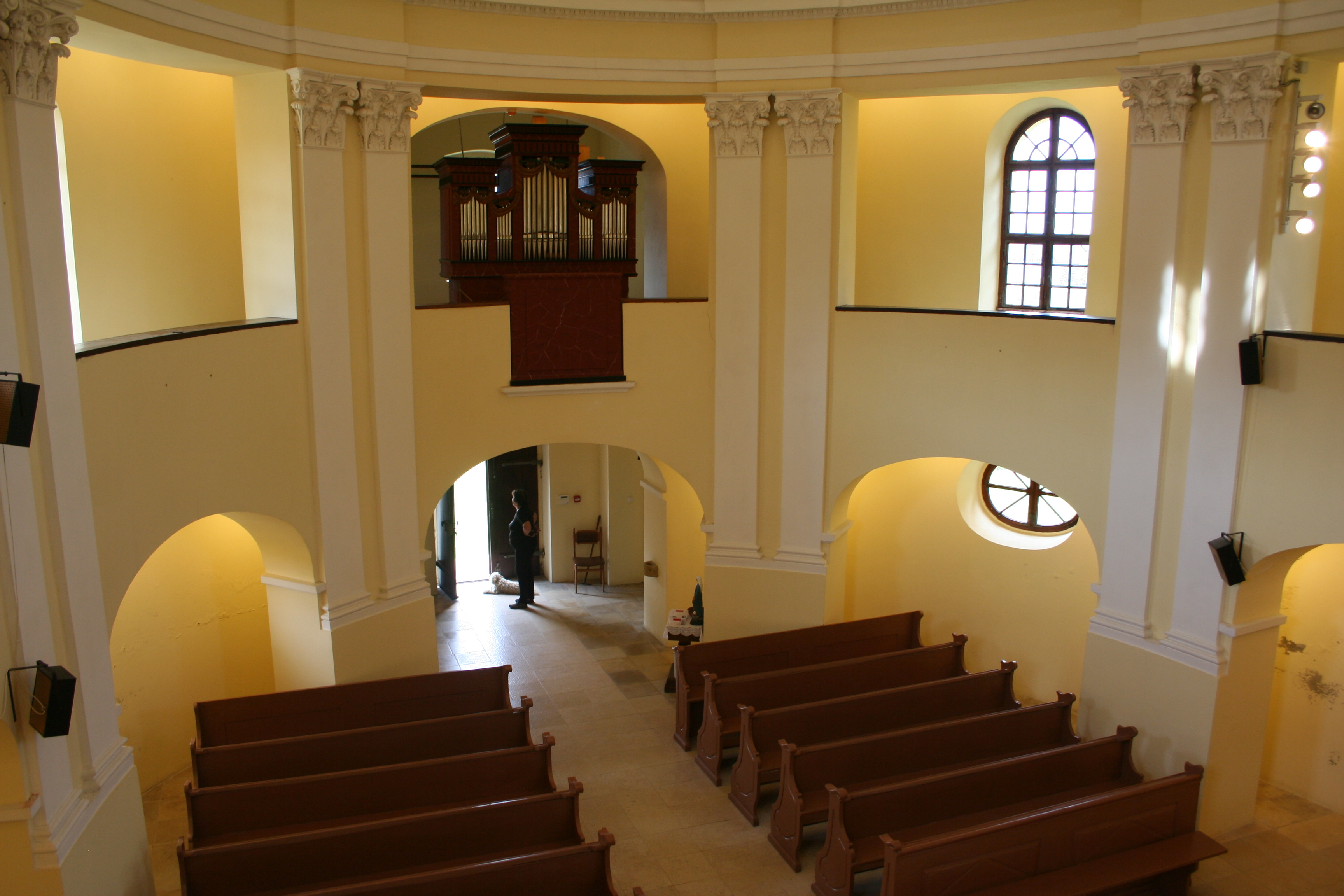
Wnętrze kaplicy
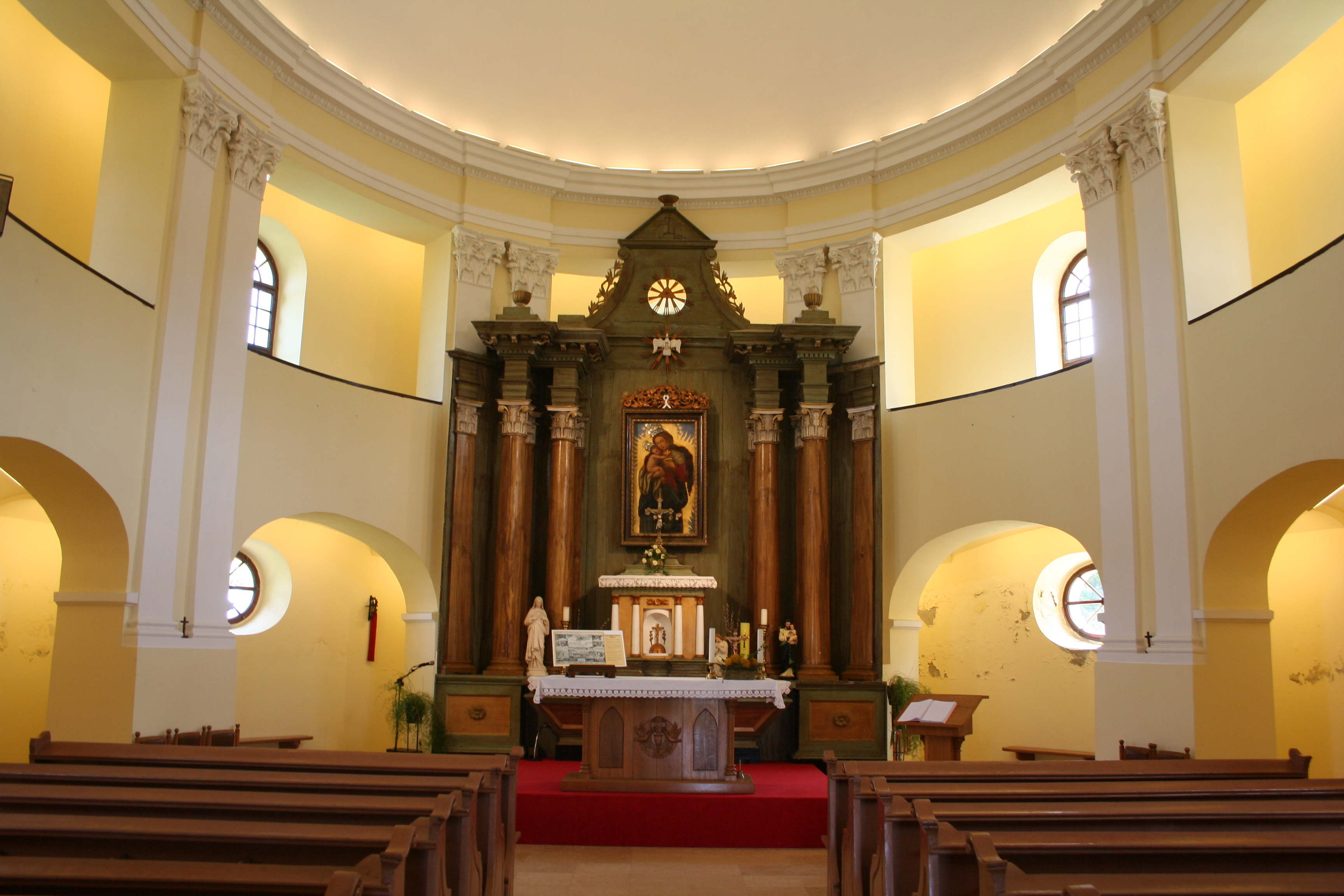
Widok na ołtarz
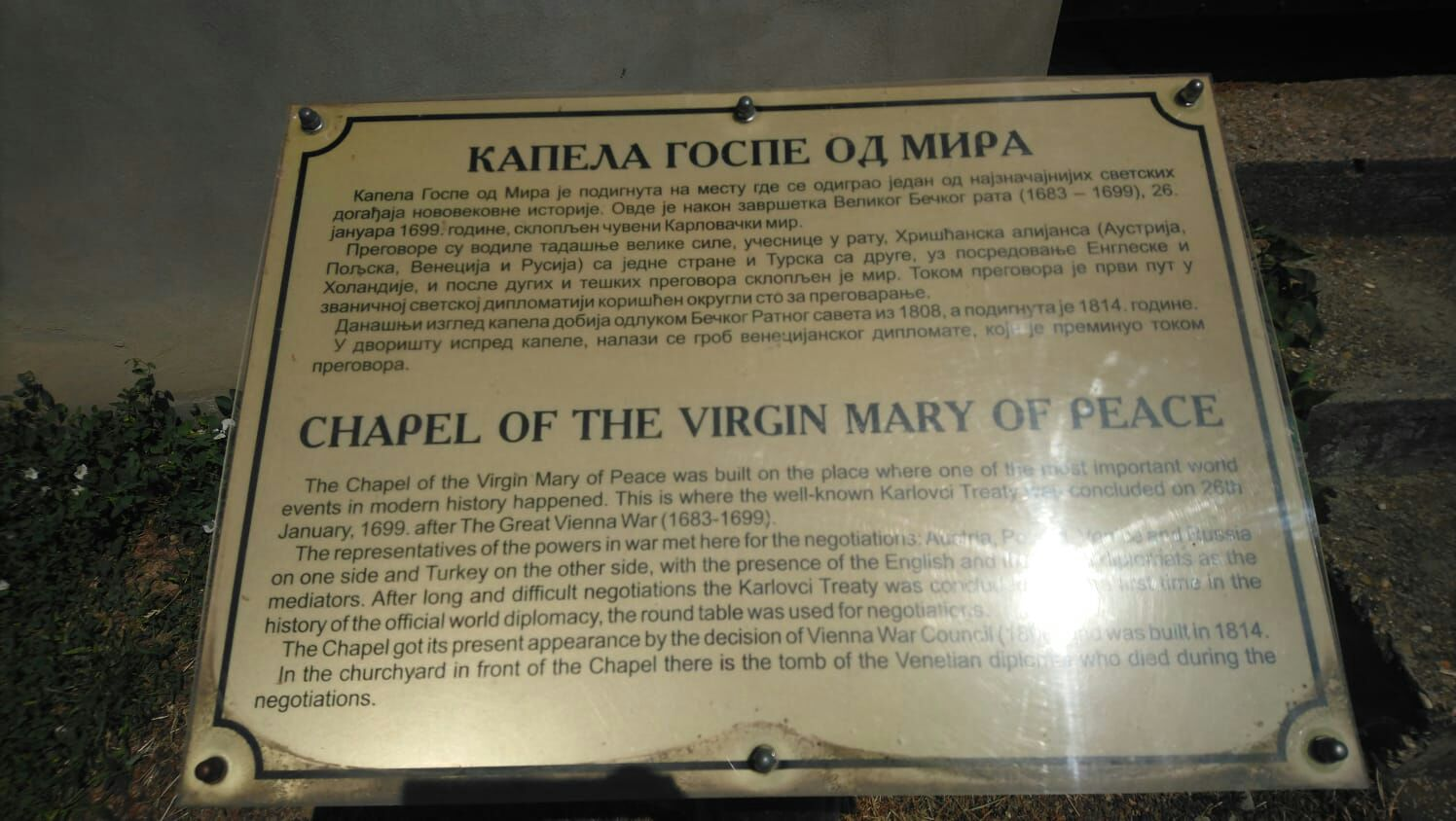
Tablica informacyjna
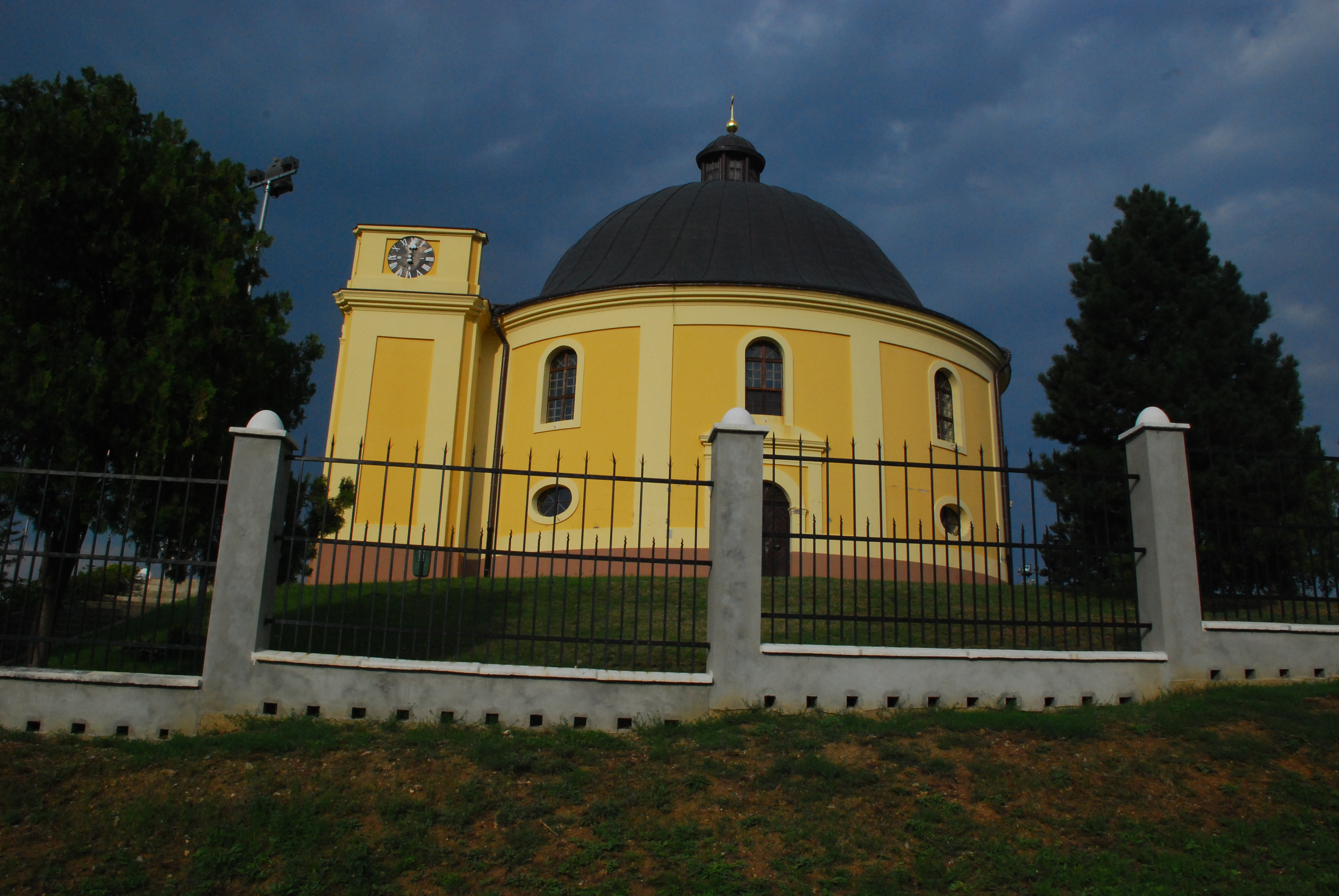
Widok z boku